# Unie 55+
Unie 55+ is een voormalige Nederlandse politieke partij, die zich richtte op behartiging van de belangen van ouderen. De partij werd opgericht in 1992.
Unie 55+ behaalde bij de Tweede Kamerverkiezingen van 1994 één zetel en werd in de periode 1994-1998 in de Tweede Kamer vertegenwoordigd door Bertus Leerkes. Na 1998 is Unie 55+ opgegaan in de Ouderenunie.

## Beginselen
Unie 55+ was een belangenpartij voor ouderen. De partij streed voor verbetering van voorzieningen voor ouderen, zoals de AOW en gezondheidszorg. Unie 55+ had echter ook bestrijding van (jeugd-)criminaliteit en de gekozen burgemeester en minister-president hoog op de agenda staan. Naast ouderenbeleid kregen volksgezondheid, veiligheid en vreemdelingenbeleid veel aandacht in het verkiezingsprogramma.

## Historische ontwikkeling
Unie 55+ werd op 24 september 1992 als Politieke Unie 55+ opgericht door Dick Schakelaar en J.L. Velthuis. Schakelaar, voorheen lid van de PvdA en van de SP, vond dat de grote partijen de ouderen verwaarloosden. Ook achtte hij de tijd rijp voor 'horizontale' partijvorming op basis van leeftijdsgroepen, in plaats van naar ideologie. Hij zocht contact met twee ouderenpartijen die in 1989 tevergeefs hadden geprobeerd in de Kamer te komen:  Bejaarden Centraal (BC) en de Politieke Partij voor Ouderen (PPvO).
Uit deze contacten ontstond de nieuwe partij, de Politieke Unie 55+. Schakelaar werd secretaris van de partij en Velthuis, een gepensioneerd werktuigbouwkundig ingenieur, werd voorzitter. In juni 1994 werd Velthuis op de algemene ledenvergadering vervangen door de nieuwe voorzitter, J. Goeman.
De partij boekte bij de eerstvolgende verkiezingen in 1994, onder de naam Unie 55+, direct een klein electoraal succes en haalde één zetel in de Tweede Kamer. In 1998 verloor de ouderenpartij deze zetel echter weer.

## Fusie
Unie 55+ is na 1998 - samen met leden van het Algemeen Ouderen Verbond (AOV) - opgegaan in de Ouderenunie.
Samenwerking met het AOV was al gestart in 1994, toen de partijen een lijstverbinding aangingen. Ook in de Tweede Kamer werkte het Kamerlid van Unie 55+, Leerkes, nauw samen met de 6 leden van de AOV-fractie. Al bij de Statenverkiezingen van 1995 werden lijstverbindingen aangegaan en ook gezamenlijke lijsten uitgebracht.

## Persoonlijkheden
De bekendste persoon van de partij was politiek leider Leerkes (1922-2000), lijsttrekker en Kamerlid voor Unie 55+. Daarvoor was hij werkzaam in de gezondheidszorg. In 1989 stond hij tweede op de kandidatenlijst van de PPvO. Hij was 71 jaar toen hij voor Unie 55+ Tweede Kamerlid werd.
Leerkes was, als enig Kamerlid voor de partij, zeer actief en maakte zich sterk voor verbetering van de inkomenspositie van ouderen en voor betaalbare gezondheidszorg.
Europarlementariër Jim Janssen van Raaij zat van 1996 tot 1999 voor Unie 55+ en het AOV in het Europees Parlement, nadat hij vanwege onenigheid uit de CDA-fractie was gestapt.

## Electoraat
De kiezers van Unie 55+ bestonden voornamelijk uit ouderen in de leeftijdscategorie van 55 tot 74 jaar. De gemiddelde leeftijd van de achterban lag met 63 jaar aanzienlijk hoger dan bij andere partijen; bij het CDA was dat bijvoorbeeld 52 jaar. Veel van de aanhang kwam uit de lagere inkomensgroepen.
De Unie55+-kiezers waren vaak christelijk, maar onderscheidden zich van CDA-stemmers en aanhangers van de kleinere christelijke partijen doordat ze voorstander waren van euthanasie op verzoek van de patiënt. Ze waren echter tegen een grote toestroom van asielzoekers en de eenwording van Europa.